# بخش لاپاز (کاتامارکا)
بخش لاپاز (به اسپانیایی: Departamento La Paz) یک منطقهٔ مسکونی در آرژانتین است که در استان کاتامارکا واقع شده‌است. بخش لاپاز ۸٬۱۴۹ کیلومتر مربع مساحت و ۲۱٬۰۶۱ نفر جمعیت دارد.